# Elecciones provinciales de La Rioja (Argentina) de 1973
Las elecciones generales de la provincia de La Rioja de 1973 tuvieron lugar el 11 de marzo del mencionado año, al mismo tiempo que las elecciones presidenciales y legislativas a nivel nacional, con el objetivo de restaurar las instituciones democráticas constitucionales de la provincia después de casi siete años de la dictadura militar autodenominada Revolución Argentina, y a dieciocho años de proscripción del Partido Justicialista, que finalmente pudo presentarse en las elecciones. Se debía elegir al Gobernador para el período 1973-1977 y a los 25 escaños de la legislatura. Las elecciones se realizaron por medio del voto directo y un sistema de segunda vuelta electoral, que exigía que el gobernador electo obtuviera el 50% más uno de los votos válidos y, si esto no ocurría, que se realizara una segunda vuelta o balotaje entre los dos candidatos más votados.
El peronista Carlos Menem, candidato del Frente Justicialista de Liberación (FREJULI), obtuvo una aplastante victoria con el 57,44% de los votos, accediendo a la goberanción en primera vuelta, sin necesidad de balotaje. El justicialismo obtuvo además mayoría absoluta con 20 de los 25 escaños. El principal partido de la oposición, la Unión Cívica Radical (UCR), obtuvo los 5 escaños restantes y un 29,03% de los votos en la elección para gobernador. La participación fue del 78.36% del electorado registrado.
Menem y los legisladores electos asumieron el 25 de mayo de 1973, pero el gobierno electo no pudo completar el mandato constitucional ya que fue depuesto por el golpe de Estado del 24 de marzo de 1976. Sin embargo, su elección marcó el inicio de la hegemonía electoral del Partido Justicialista (PJ) en La Rioja, que ganaría todo proceso electoral nacional o provincial realizado en dicho distrito hasta el triunfo de la alianza Cambiemos en las elecciones legislativas de 2017, y que a día de hoy mantiene la gobernación. Asimismo, marcaron el inicio del menemismo, corriente política en torno a Menem que lo llevaría posteriormente a ser elegido presidente de la Nación en 1989.

## Resultados

### Gobernador y Vicegobernador
| Fórmula                            | Fórmula                            | Partido                            | Partido                                | Votos  | %     |
| Gobernador                         | Vicegobernador                     | Partido                            | Partido                                | Votos  | %     |
| ---------------------------------- | ---------------------------------- | ---------------------------------- | -------------------------------------- | ------ | ----- |
| Carlos Menem                       | Libardo Sánchez                    |                                    | Partido Justicialista                  | 38.411 | 57,44 |
|                                    |                                    |                                    | Unión Cívica Radical                   | 19.412 | 29,03 |
|                                    |                                    |                                    | Unión Republicana                      | 3.099  | 4,63  |
| Carlos A. Lanzillotto              | Raúl Karam                         |                                    | Movimiento de Integración y Desarrollo | 3.040  | 4,55  |
| Jorge Granillo Fernández           | Fernando Rencoret                  |                                    | Movimiento Popular Riojano             | 1.792  | 2,68  |
|                                    |                                    |                                    | Unión Popular                          | 846    | 1,27  |
|                                    |                                    |                                    | Frente de Izquierda Popular            | 261    | 0,39  |
|                                    |                                    |                                    | Partido Socialista                     | 12     | 0,02  |
|                                    |                                    |                                    |                                        |        |       |
| Votos válidos                      | Votos válidos                      | Votos válidos                      | Votos válidos                          | 66.873 | 96,49 |
| Votos en blanco y anulados         | Votos en blanco y anulados         | Votos en blanco y anulados         | Votos en blanco y anulados             | 2.430  | 3,51  |
| Total de votos                     | Total de votos                     | Total de votos                     | Total de votos                         | 69.303 | 100   |
| Votantes registrados/participación | Votantes registrados/participación | Votantes registrados/participación | Votantes registrados/participación     | 84.781 | 81,74 |
| Fuente:                            |                                    |                                    |                                        |        |       |

### Legislatura
| Partido                            | Partido                                | Votos  | %     | Bancas |
| ---------------------------------- | -------------------------------------- | ------ | ----- | ------ |
|                                    | Partido Justicialista                  | 38.108 | 56,92 | 20/25  |
|                                    | Unión Cívica Radical                   | 19.231 | 28,72 | 5/25   |
|                                    | Unión Republicana                      | 3.339  | 4,99  |        |
|                                    | Movimiento de Integración y Desarrollo | 2.980  | 4,45  |        |
|                                    | Movimiento Popular Riojano             | 1.961  | 2,93  |        |
|                                    | Unión Popular                          | 816    | 1,22  |        |
|                                    | Partido Socialista                     | 258    | 0,39  |        |
|                                    | Frente de Izquierda Popular            | 257    | 0,38  |        |
|                                    |                                        |        |       |        |
| Votos válidos                      | Votos válidos                          | 66.950 | 96,61 |        |
| Votos en blanco y anulados         | Votos en blanco y anulados             | 2.352  | 3,39  |        |
| Total de votos                     | Total de votos                         | 69.302 | 100   |        |
| Votantes registrados/participación | Votantes registrados/participación     | 84.780 | 81,74 |        |
| Fuente:                            |                                        |        |       |        |

#### Resultados por secciones electorales
| 1º Sección Electoral               | 1º Sección Electoral                   | 1º Sección Electoral | 1º Sección Electoral | 1º Sección Electoral |
| Partido                            | Partido                                | Votos                | %                    | Bancas               |
| ---------------------------------- | -------------------------------------- | -------------------- | -------------------- | -------------------- |
|                                    | Partido Justicialista                  | 18.515               | 60,91                | Sin datos            |
|                                    | Unión Cívica Radical                   | 8.052                | 26,49                | Sin datos            |
|                                    | Movimiento de Integración y Desarrollo | 1.127                | 3,71                 | Sin datos            |
|                                    | Unión Republicana                      | 997                  | 3,28                 | Sin datos            |
|                                    | Unión Popular                          | 694                  | 2,28                 | Sin datos            |
|                                    | Movimiento Popular Riojano             | 665                  | 2,19                 | Sin datos            |
|                                    | Frente de Izquierda Popular            | 176                  | 0,58                 | Sin datos            |
|                                    | Partido Socialista                     | 171                  | 0,56                 | Sin datos            |
|                                    |                                        |                      |                      |                      |
| Votos válidos                      | Votos válidos                          | 30.397               | 96,62                |                      |
| Votos en blanco y anulados         | Votos en blanco y anulados             | 1.063                | 3,38                 |                      |
| Total de votos                     | Total de votos                         | 31.460               | 100                  |                      |
| Votantes registrados/participación | Votantes registrados/participación     | 37.538               | 83,81                |                      |
| 2º Sección Electoral               |                                        |                      |                      |                      |
| Partido                            | Partido                                | Votos                | %                    | Bancas               |
|                                    | Partido Justicialista                  | 10.853               | 59,14                | Sin datos            |
|                                    | Unión Cívica Radical                   | 5.294                | 28,85                | Sin datos            |
|                                    | Movimiento Popular Riojano             | 829                  | 4,52                 | Sin datos            |
|                                    | Unión Republicana                      | 655                  | 3,57                 | Sin datos            |
|                                    | Movimiento de Integración y Desarrollo | 582                  | 3,17                 | Sin datos            |
|                                    | Unión Popular                          | 74                   | 0,40                 | Sin datos            |
|                                    | Frente de Izquierda Popular            | 58                   | 0,32                 | Sin datos            |
|                                    | Partido Socialista                     | 7                    | 0,04                 | Sin datos            |
|                                    |                                        |                      |                      |                      |
| Votos válidos                      | Votos válidos                          | 18.352               | 96,52                |                      |
| Votos en blanco y anulados         | Votos en blanco y anulados             | 661                  | 3,48                 |                      |
| Total de votos                     | Total de votos                         | 19.013               | 100                  |                      |
| Votantes registrados/participación | Votantes registrados/participación     | 23.733               | 80,11                |                      |
| 3º Sección Electoral               |                                        |                      |                      |                      |
| Partido                            | Partido                                | Votos                | %                    | Bancas               |
|                                    | Partido Justicialista                  | 8.740                | 48,02                | Sin datos            |
|                                    | Unión Cívica Radical                   | 5.885                | 32,33                | Sin datos            |
|                                    | Unión Republicana                      | 1.687                | 9,27                 | Sin datos            |
|                                    | Movimiento de Integración y Desarrollo | 1.271                | 6,98                 | Sin datos            |
|                                    | Movimiento Popular Riojano             | 467                  | 2,57                 | Sin datos            |
|                                    | Partido Socialista                     | 80                   | 0,44                 | Sin datos            |
|                                    | Unión Popular                          | 48                   | 0,26                 | Sin datos            |
|                                    | Frente de Izquierda Popular            | 23                   | 0,13                 | Sin datos            |
|                                    |                                        |                      |                      |                      |
| Votos válidos                      | Votos válidos                          | 18.201               | 96,66                |                      |
| Votos en blanco y anulados         | Votos en blanco y anulados             | 628                  | 3,34                 |                      |
| Total de votos                     | Total de votos                         | 18.829               | 100                  |                      |
| Votantes registrados/participación | Votantes registrados/participación     | 23.509               | 80,09                |                      |